# Готмар
„Готмар“ ЕООД е българско предприятие за производство на изделия от пластмаси със седалище в Съединение.
Основано е през 1992 година от местния бизнесмен Георги Тучев като спомагателно предприятие към дейността му по производство на олио. По-късно Тучев основава и „Нова Трейд“, производител на напитките „Дерби“ и бутилираната вода „Бачково“. Първоначално „Готмар“ произвежда заготовки за бутилки от полиетилентерефталат и капачки и дръжки за бутилки от полипропилен и полиетилен, а след това започва да произвежда и пластмасови компоненти за производителя на хладилници „Либхер – Хаусгерете Марица“ и други промишлени предприятия в района на Пловдив.
Към 2017 година „Готмар“ е третият по големина производител на пластмасови изделия в страната след „Пластхим – Т“ в Тервел и „Хамбергер България“ в Севлиево, както и най-голямото предприятие в Съединение с 39% от обема на продажбите и 31% от заетите в стопанския сектор в общината. Към 2022 година има 1290 служители и общи приходи от 241 милиона лева.